# 여행의학
여행의학(旅行醫學, Travel medicine)은 여행 중 발생할 수 있는 건강 문제에 대해 다루는 학문이다. 특히 해외여행을 하는 여행자에게 발생할 수 있는 질병에 대한 예방을 주 목적으로 한다. 여행의학의 주요 분야에는 여행 중 발생할 수 있는 건강 문제 및 위험 인자 분석, 예방접종, 여행 전후로 악화될 가능성이 있는 기저질환 상담 등이 포함된다.

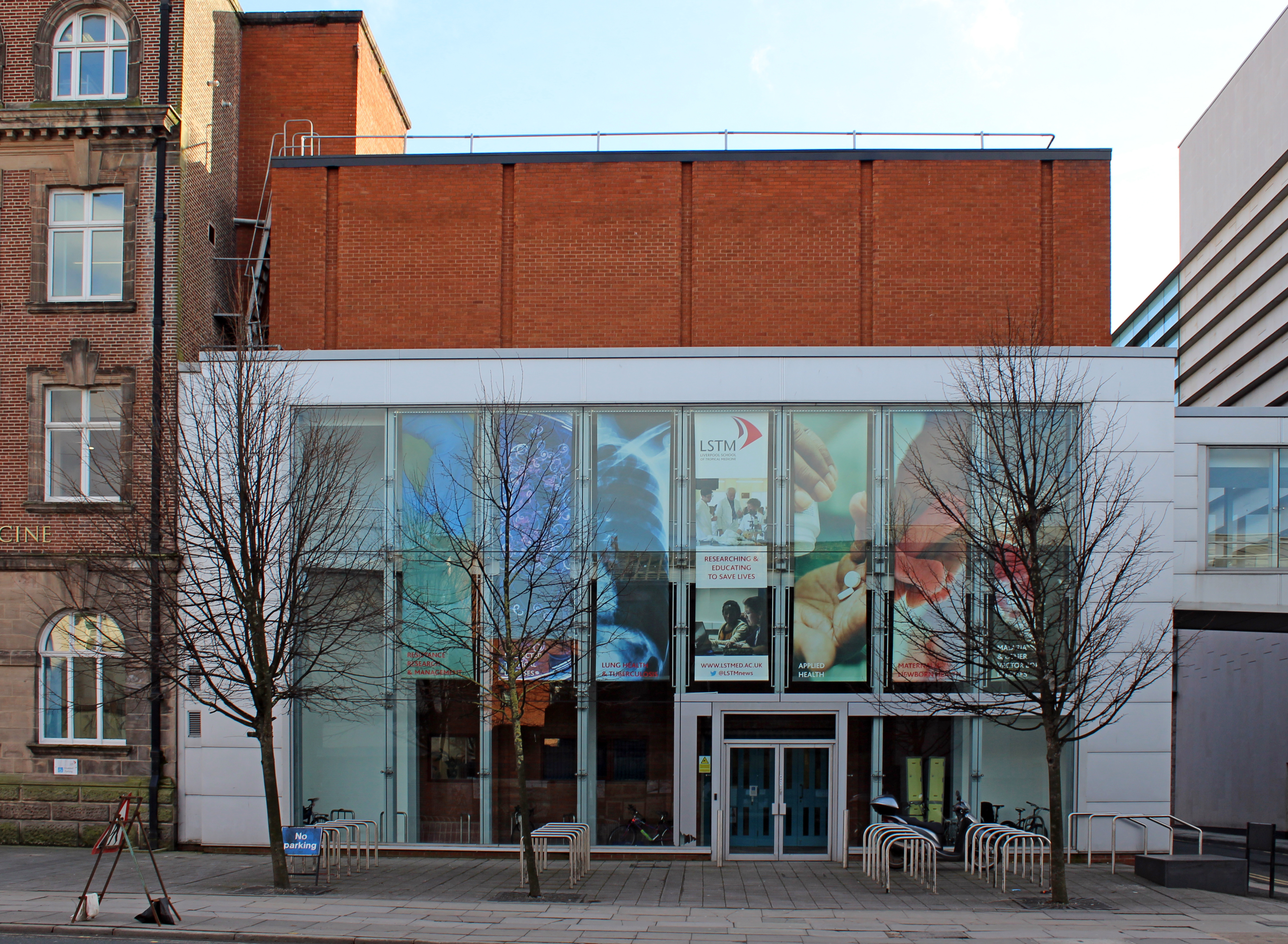
영국 리버풀 열대의학원의 여행의학 센터

## 세계화와 여행
세계화에 따른 국제 교류의 증가는 질병의 확산을 촉진하고, 여행자들이 다양한 환경에 노출될 일을 증가시킨다. 전 세계적으로 매년 약 6억명의 인구가 해외여행을 하며, 약 8천만 명의 여행자가 선진국에서 개발도상국으로가는 것으로 추정된다.

## 다루는 내용
여행의학은 역학, 전염병, 공중보건, 열대의학, 생리학, 여행 관련 산부인과, 정신과, 산업의학, 군사 및 이동 의학, 환경의학을 포함한 다양한 분야를 포괄한다. 특히 일반적인 여행 상황 뿐만 아니라 유람선 여행, 다이빙, 황야 및 정글 등 자연환경 여행, 원거리 여행, 대규모 인원이 모이는 행사 등의 위험 부담이 큰 활동에도 주목해야 한다.
여행의학에는 여행 전 예방(예방접종 및 예방약 복용), 여행 중의 의료 서비스 이용(여행자 보험 등), 여행 중 발생한 질병 관리(치료 및 본국 송환에 대한 상담), 야생의학 및 재난의학(극한 상황에 대한 의료 서비스)의 4가지 큰 주제가 있다. 또는 시간 순서에 따라 여행 전 상담 및 평가, 여행 중 비상 상황 대비, 여행 후 추적 및 관리로 분류할 수 있다. WHO는 각 국가의 여행자를 위한 위험 요인과 항공 여행 자체의 건강 위험을 다루는 정보를 제공한다.

## 여행 중 사망
여행 중 사망에 대한 연구에 따르면, 대부분의 사망(50-70 %)을 차지하는 원인은 심혈관질환이며, 부상 및 사고는 약 25%를 차지한다. 전염병은 여행 중 사망의 약 2.8-4 %를 차지한다. 이환율 연구에 따르면 개발도상국에서 한 달 동안 머무르는 선진국 출신의 약 절반이 여행자 설사 등의 다양한 질병에 걸릴 것이라고 한다.

## 같이 보기
- 국제보건
- 예방접종
- 역학